# Achille De Bassini
Achille De Bassini (5 mai 1819, Milan — 3 juillet 1881, Cava de' Tirreni) est un baryton italien d'opéra, particulièrement connu pour ses rôles dans des opéras de Verdi.

## Biographie
Achille De Bassini étudie à Milan et il semble qu'il ait fait ses débuts à Voghera en 1837 dans le rôle-titre de Belisario de Donizetti. Bien qu'il ait un talent pour interpréter des personnages nobles ou souffrant, Verdi reconnait sa capacité à jouer des personnages comiques et crée le rôle de Fra Melitonen spécialement pour lui. Il chante dans toute l'Italie et également à Saint-Pétersbourg de 1852 à 1863. Il fait ses débuts à Londres à Covent Garden en 1859.
De Bassini est marié à la soprano Rita Gabussi. Leur fils, Alberto De Bassini, est également chanteur d'opéra, au début ténor puis baryton.
Il crée le rôle de Francesco Foscari dans I due Foscari (1844), de Pasha Seid dans Il corsaro (1848), de Miller dans Luisa Miller (1849) et de Fra Melitone dans La forza del destino (1862).

## Sources
- (en) Cet article est partiellement ou en totalité issu de l’article de Wikipédia en anglais intitulé « Achille De Bassini » (voir la liste des auteurs).